# El Real del Limón
El Real del Limón är en ort i Mexiko.   Den ligger i kommunen Cocula och delstaten Guerrero, i den södra delen av landet, 170 km söder om huvudstaden Mexico City. El Real del Limón ligger 804 meter över havet och antalet invånare är 157.
Terrängen runt El Real del Limón är kuperad. Runt El Real del Limón är det ganska glesbefolkat, med 42 invånare per kvadratkilometer. Närmaste större samhälle är Nuevo Balsas, 5,8 km nordväst om El Real del Limón. I omgivningarna runt El Real del Limón växer huvudsakligen savannskog.